# Miwada Masako

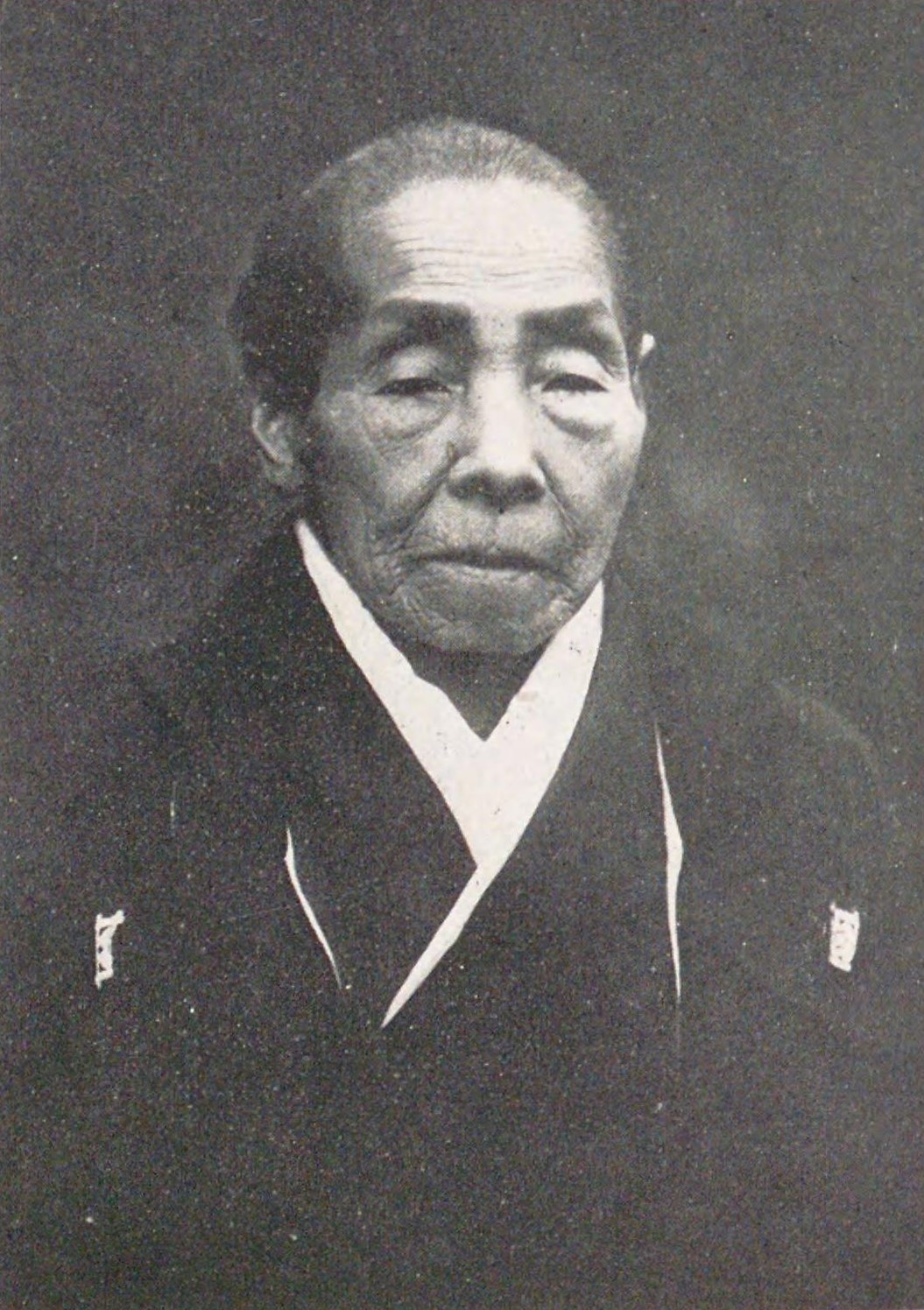
Miwada Masako

Miwada Masako (japanisch 三輪田 真佐子, auch Miwata gelesen; geboren 30. Januar 1843 in Kyōto; gestorben 5. Mai 1927) war eine japanische Erzieherin.

## Leben und Wirken
Miwada Masako, Tochter eines Gelehrten, unterrichtete an der Schule ihres Vaters in Kyōto. 1866 wurde sie Tutorin im Haushalt des Fürsten Iwakura Tomomi (1825–1863). 1869 heiratete sie Miwada (oder Miwata) Mototsuna (三輪田 元綱; 1828–1879), der auch unter dem Vornamen Tsunaichirō (綱一郎) bekannt ist. Er hatte sich in der Bakumatsu-Zeit für die Wiederherstellung der Kaiserrecht eingesetzt. Nach seinem Tode arbeitete sie wieder als Lehrerin.
1887 ließ Miwada sich in Tokio nieder und gründete eine Schule unter dem Namen „Suisho Gakusha“ (翠松学舎). 1901 unterstützte Miwada die Gründung der Schule für Frauen „Nihon Yoshi Daigakkō“ (日本女子大学校), der Vorläufereinrichtung der heutigen Nihon Joshi Daigaku. 1902 nannte sie ihre eigene Schule um in „Miwada Jogakkō“ (三輪田女学校). 1903 erfolgte eine Umbenennung in „Miwada Kōtō Jogakkō“ (三輪田高等女学校), heute heißt die Schule „Miwada Gakuen“ (三輪田学園).
Zu Miwatas Schriften gehören „Joshi no hombun“ (女子の本分) – „Hauptaufgabe der Frau“ 1894, „Joshi josei-ron“ (女子処世論) – „Thesen zur Lebensführung der Frau“ 1896, „Joshi kyōiku yōgen“ (女子教育要言) – „Kernaussagen zur Erziehung der Frau“ 1897. Sie vertrat dabei einen betont konservativen Standpunkt.